# LV-5111
La LV-5111 és una carretera antigament anomenada veïnal, actualment gestionada per la Diputació de Lleida. La L correspon a la demarcació provincial de Lleida, i la V a la seva antiga consideració de veïnal.
És una carretera del Pallars Jussà, de la xarxa local de Catalunya, d'1,75 quilòmetres de llargària, que té l'origen a la C-1412b, en terme de Tremp, prop de Vilamitjana i el destí final en el poble de Suterranya.
Trepitja un sol terme municipal, el de Tremp, antigament de Suterranya, i mena únicament al poble de Suterranya.
En 1,75 quilòmetres de recorregut puja 78,1 m.

## Estadístiques del trànsit
- Any 2004:[1]
- Any 2005:[2]
- Any 2006:[3]
- Any 2007:[4]
- Any 2008:[5]